# Carboemoglobina
A carboemoglobina é a junção da proteína com o dióxido de carbono. Isto ocorre devido ao "tampão respiratório", no qual a hemoglobina fica no estado de dexohemoglobina. Este ocorre quando a hemoglobina está ligada a um carbono (C) em sua extremidade, o qual ela perde e forma um íon bicarbonato, gerando o equilíbrio ácido-base.     
```
      PULMÃO                     TECIDO MUSCULAR                   PULMÃO
```

O + H-HEMOGLOBINA= HOX + H     CO2 + HEMOGLOBINA=HCO2       HCO2 + O = O + H2   (LIBERA CO2)
```
                                                           H2 + O + CO2 = H2CO3
```